# Diego Manicero
Diego Ariel Manicero (Villa del Rosario, 24 maggio 1985) è un calciatore argentino, centrocampista del Carlos Stein.

## Carriera
Ha giocato nella massima serie dei campionati argentino, cileno e peruviano.